# Parahemiurus bennettae
Parahemiurus bennettae är en plattmaskart. Parahemiurus bennettae ingår i släktet Parahemiurus och familjen Hemiuridae. Inga underarter finns listade i Catalogue of Life.